# 彼得·博里勒
彼得·博里勒（羅馬尼亞語：Petre Borilă；1906年2月13日—1973年1月2日），保加利亚族，莫斯科派，罗马尼亚共产党中央政治执行委员会委员，罗马尼亚部长会议第一副主席。他和尼古拉·齐奥塞斯库既是的儿女亲家，又是势不两立的政敌。

## 生平
1906年，出生于多布罗加南部城市锡利斯特拉。1922年，加入罗马尼亚共产主义青年联盟。1924年，加入罗马尼亚共产党。1930年，任多布罗加临时省委书记1937年，西班牙内战，作为罗马尼亚志愿者的代表加入国际纵队，任国际纵队的旅政治委员。1939年，回国。
1941年，在共产国际总部工作。1943年，参与创建“图多尔·弗拉迪米雷斯库”志愿步兵师。1944年，随苏联红军返回罗马尼亚，任罗马尼亚“图多尔·弗拉迪米雷斯库”师政治委员、罗马尼亚共产党布加勒斯特市委员会第一书记。
1949年，任罗马尼亚人民共和国武装部队部副部长兼罗马尼亚人民军总政治部主任，并被授予中将军衔。1950年，任罗马尼亚工人党中央组织局委员、罗马尼亚人民共和国建设部长。1951年，任罗马尼亚人民共和国部长会议国家监察委员会主席，负责政治监督。1952年，参与了对“波克尔—卢卡反党集团”的揭露和批判，后为罗马尼亚工人党中央政治局委员主管经济工作。1953年，任罗马尼亚人民共和国政府食品工业部部长。
1954年，任罗马尼亚人民共和国部长会议副主席。1955年，任部长会议第一副主席。1957年，任部长会议副主席。1965年，尼古拉·齐奥塞斯库上台后，就各项政策问题产生矛盾。1969年，被解除罗共中央政治执委、中央委员的职务，外放到康斯坦察任职。1973年，逝世。